# Christian Jourdan
Pour les articles homonymes, voir Jourdan.
Christian Jourdan est un coureur cycliste français, né le 31 décembre 1954 à Sainte-Foy-la-Grande. Il participe aux Jeux olympiques d'été de 1976 sur l'épreuve en ligne sur route. Il participe également à plusieurs Grands Tours dont sept Tours de France.

## Biographie
Christian Jourdan devient professionnel en 1979 et le reste jusqu'en 1989.
Il participe à sept Tours de France et se classe : 68e en 1979, abandon en 1980, abandon en 1982, 45e en 1983, abandon en 1984, 71e en 1985 et 118e en 1989.
Il a été l'un des coéquipiers de Bernard Vallet, de Bernard Hinault et de Jean-François Bernard.

## Palmarès

### Palmarès amateur
- Amateur
  - 1970-1978 : 87 victoires
- 1976
  - Tour de la Dordogne
  - 3e du championnat de France sur route amateurs
  - 3e du Grand Prix d'Issoire
- 1978
  - Tour de Gironde-Sud :
    - Classement général
    - Une étape

  - 2e du championnat de France sur route amateurs

### Palmarès professionnel
| - 1979 - 1re étape du Tour de l'Aude - 6e étape du Tour de Catalogne - 3e du Tour de Corse - 3e du Tour de Catalogne - 1980 - 3e du Grand Prix d'Isbergues - 1982 - Paris-Camembert - 3e étape du Tour de Romandie | - 1983 - Paris-Camembert - 4e étape du Critérium du Dauphiné libéré - 1984 - Tour du Piémont - 1985 - 3e étape du Tour de France (contre-la-montre par équipes) |  |

### Résultats sur les Grands Tours

#### Tour de France
7 participations
- 1979 : 68e
- 1980 : abandon (14e étape)
- 1982 : abandon (17e étape)
- 1983 : 45e
- 1984 : abandon (9e étape)
- 1985 : 71e, vainqueur de la 3e étape (contre-la-montre par équipes)
- 1989 : 118e

#### Tour d'Italie
3 participations
- 1985 : 29e
- 1986 : 49e
- 1987 : abandon (19e étape)

#### Tour d'Espagne
1 participation
- 1989 : 118e